# Darla Deschamps
Darla Deschamps, née le 5 mai 1981 à Calgary, est une skeletoneuse canadienne.

## Biographie
Fin 2010, elle remporte deux épreuves de la Coupe intercontinentale puis est invitée à participer aux épreuves de Coupe du monde début 2011. Après une cinquième place et deux troisièmes places, elle parvient à monter sur le podium en terminant troisième à Cesana.

## Palmarès
- Championnats du monde
  - Königssee 2011 : 8e en individuel.

- Coupe du monde
  - Meilleur classement général : 15e en 2011.
  - 1 podium individuel : 1 troisième place.